# Cratere Woltjer
Woltjer è un cratere lunare di 44,5 km situato nella parte nord-orientale della faccia nascosta della Luna. Il cratere è titolato all'astronomo nederlandese Jan Woltjer, padre del più noto astronomo Lodewijk Woltjer.